# 말레이시아의 정치
말레이시아는 연방제 국가이며, 선거군주제를 기반으로 한 나라다. 현재 말레이시아의 정치 체제는 웨스트민스터 체제와 유사한데, 이는 영국 식민지의 유산이다. 국가 원수는 양디 퍼르투안 아공인데, 흔히 왕으로 부른다. 왕의 임기는 5년이며, 피낭, 믈라카, 사바, 사라왁을 제외한 9개 각 주의 술탄(Sultan) 중에서 교대로 선출된다. 현재의 왕은 2016년에 선출된 클란탄 주의 무하맛 5세이다. 왕은 총리와 내각을 임명할 권리와 군대 최고 사령관으로서의 통솔권 등을 갖는다. 1994년 헌법 개정 이후 왕은 대개 의례적인 역할을 수행한다.
인종은 정치적으로 매우 중요한 사안으로 간주되며, 많은 정당들이 인종주의를 추구하고 있다. 신경제 정책 또는 대체된 국가 개발 정책 등 확정적인 정책들이 부미푸트라(말레이인 또는 말레이시아 내 원주민/토착민)를 중국인이나 인도인 등 비부미푸트라보다 사회적으로 높은 지위에 올려놓기 위해 시행되고 있다. 이 정책에 따라 부미푸트라는 고용, 교육, 학사, 사업은 물론 값싼 집을 구매하거나 지원받는 데 있어 우선권을 갖는다. 이 때문에 비부미푸트라 및 외국인들의 반발이 심하며, 일각에서는 이를 과거 남아프리카공화국의 아파르트헤이트와 동급으로 취급하고 비판하기도 한다. 한편 말레이시아의 법과 사회가 세속주의를 추구해야 하느냐, 아니면 이슬람 원리주의를 추구해야 하느냐에 대한 논란도 존재한다. 일례로 1993년 말레이시아 연방 정부는 이슬람 과격정당인 범말레이시아이슬람당(PAS)을 주도로 하는 클란탄 주의회가 통과시킨 형사법의 시행을 금지한 적이 있으며, 연방 정부는 형사법은 연방 정부의 권한임을 밝혔다.
말레이시아에서 임기가 가장 길고 가장 숙련된 정치인은 마하티르 빈 모하맛이다.

## 입법부

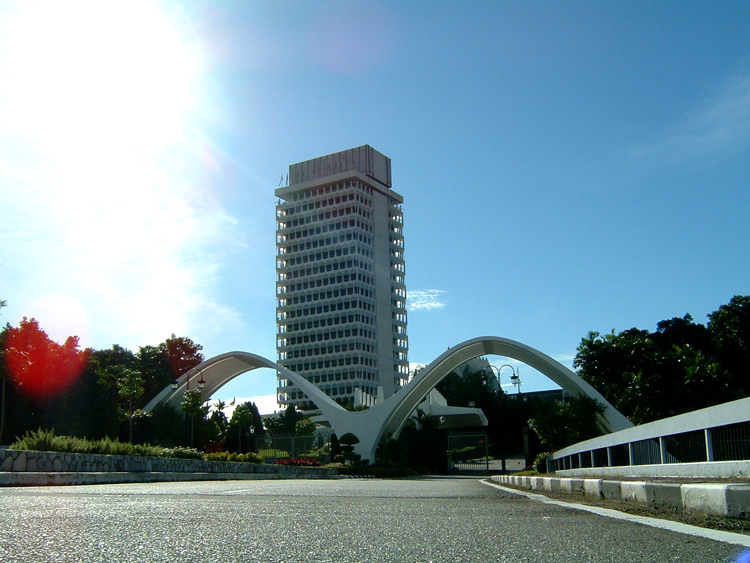
말레이시아의 의회

의회는 연방의회와 주의회로 나뉜다. 양원제로 상원(원로원)과 하원(대의원)이 존재한다. 현재 국회의원은 총 222명이고, 최대 5년 임기를 갖는다. 상원의원 70명은 3년 임기를 가지며, 그 중 26명은 13개의 주의회에서 선출되고, 나머지 44명은 총리의 제안에 따라 국왕이 임명한다. 국회는 다당제를 기초로 하며, 소선거구제 형태로 선출한다. 말레이시아는 1957년 독립한 직후 여러 개의 정당이 연합해 만든 국민전선(Barisan Nasional, BN)이 현재까지 집권하고 있다.
각 주에는 단원제 성격의 주의회가 존재하며, 이 의원들은 단일 선거구에서 당선된 이들이다. 주정부는 주수상이 지도하며, 주수상은 주의회 내 다수당 소속 의원이다. 각 주에는 세습형 지도자가 있는데, 주수상은 대개 말레이인이어야 하며 총리의 추천에 따라 지도자가 임명한다. 하지만 꼭 말레이인인 것은 아닌데, 예를 들어 사라왁의 초대 주수상 스테픈 칼롱 닝칸, 사바의 초대 주수상 툰 푸아드 스테픈스, 전 주수상 총카키엣 등 비말레이인들도 있다. 국회의원 선거(총선거)는 5년 이내로 치러지며, 가장 최근에 치러진 총선은 2013년 5월에 있었다. 21세 이상의 등록된 유권자는 대의원 후보자들에게 투표할 수 있으며, 대부분의 주에서는 주의회 의원들도 선출할 수 있다. 의무투표제를 시행하지 아니하며, 사라왁은 예외적으로 주 총선이 연방 총선과 동시에 치러지도록 하는 협약이 있지만 독자적인 주 총선도 치러진다.

## 행정부
행정부는 내각으로 구성되며, 총리가 주도한다. 총리는 대의원 의원이어야 하며, 국왕을 조언하고 의회 다수당을 지도한다. 내각 의원들은 원로원 의원과 대의원 의원 양측에서 선택될 수 있다. 총리는 내각의 수장이자 정부의 수장이다. 현재 총리는 2009년에 임명된 제6대 나집 라작이다.

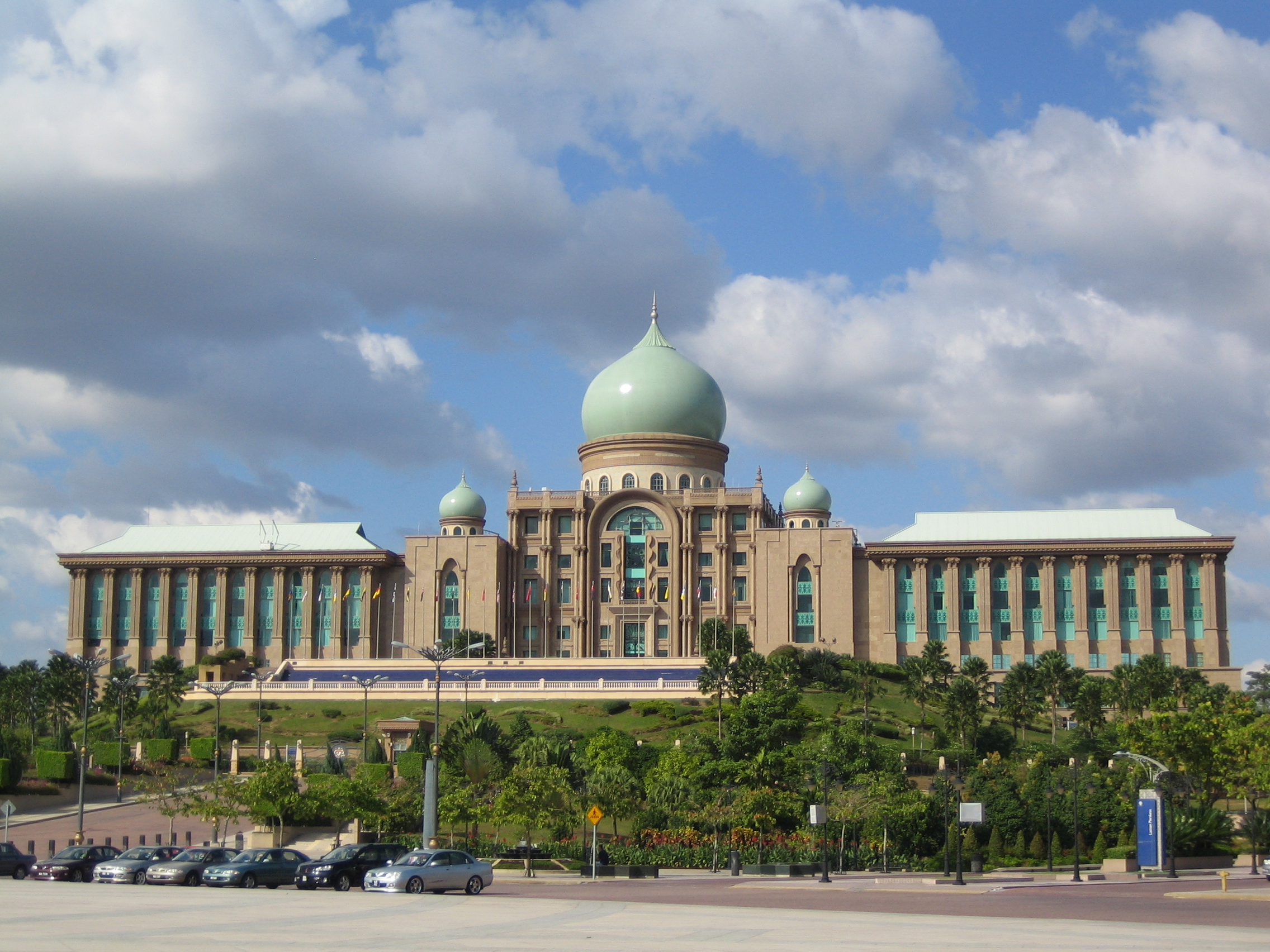
퍼르다나 푸트라는 총리의 업무단지 내에 있다.

## 사법부
말레이시아의 법률 체계는 영국의 관습법에서 유래했다. 이론적으로 사법부는 독립되어 있지만, 이 독립성은 판사의 임명 과정에서 낮은 책임성과 투명성으로 논란을 불러일으키고 있다. 최고 법원은 연방 법원이며, 그 밑으로는 상소 법원과 대법원(서말레이시아와 동말레이시아 양측에 각각 하나씩 존재)이 있다. 또한 왕실에 반하는 행위를 처리하는 특별 법원이 있다. 사형제는 살인, 테러, 마약밀매 등 중범죄자들을 처리하는 데 적용된다. 시민법원과 같지만 다른 샤리아 법원이 존재하며, 샤리아 율법에 따라 무슬림의 가족문제 또는 종교 관련 문제를 다룬다.

## 정당
말레이시아의 정당들을 주로 단독으로 활동하지 않고 연합하여 활동한다. 이러한 정당연합은 선거뿐 아니라 국정을 총괄할 때도 유지된다. 대표적인 정당연합은 국민전선(Barisan Nasional)이며, 현재 집권연합이다. 국민전선에는 독립 후 계속 집권하고 있는 통일말레이국민조직(UMNO), 말레이시아화교협회(MCA), 말레이시아인도인회의(MIC) 등이 있으며, 이 3당은 단일민족 정당인데 UMNO는 말레이인, MCA는 중국인, MIC는 인도인, 특히 타밀인을 대변한다. 주요 야당으로는 인민정의당(PKR), 민주행동당(DAP), 범말레이시아이슬람당(PAS)으로 구성되어 있는데 이 중 PAS가 이슬람 과격주의를 추구하는 것 외에 민족/종교주의적 성향은 없다. 다만 DAP는 중국인, PKR은 인도인의 성향이 강하다는 특징이 있다. 하지만 이러한 구도가 처음부터 동일했던 건 아닌데, 한 예로 PAS는 한때 국민전선의 일원이었다가 축출된 뒤 인민동맹의 일원으로 있었다. 국민전선은 부미푸트라, 특히 무슬림들의 지지를 받는데 반해, 야당은 논부미푸트라, 특히 중국인들의 지지를 받는다. 하지만 중국인을 대표하는 정당인 MCA나 인도인을 대표하는 MIC는 국민전선의 일원이다. 연합에 속하지 않은 정당들은 군소 정당들인데, 대표적으로는 민중운동의 성과인 사회당(PSM), 인민당(PRM) 등이 있다. 동말레이시아, 특히 사라왁과 사바에는 각 주를 대표하는 정당들이 있는데, 그 예로 사바통일당(PBS), 사라왁인민당(PRS) 등이 있다. 이들은 대개 국민전선에 소속되어 있다. 공산주의를 금기하므로 공산당의 결성은 불법인데, 한때 존재했던 말라야공산당(PKM), 북칼리만탄공산당(NKCP) 역시 불법이었다.
헌법상 복수정당제를 채택하고 있지만, 사실상 국민전선, 특히 UMNO에 의한 일당독재체제이다. 집권연합인 국민전선은 철저한 부정선거 및 개리멘더링 선거구로 60년가량 집권하고 있으며. 2013년 총선에서 인민동맹이 더 많은 표를 얻었음에도 불구하고 선거 조작 및 협박 등으로 국민전선의 승리를 이끌어, 수많은 사람들의 비난을 받고 있다.
정치적 갈등은 심하며, 야권 내에서도 갈등은 존재한다. 특히 PAS의 이슬람 극단주의적 법안 관련 문제로 기존의 인민동맹이 해체되었으며, 기존에 남은 DAP와 PKR이 국가신뢰당(Amanah)과 함께 '희망연맹(Pakatan Harapan; PH)'을 새로 결성했다.

## 같이 보기
- 말레이시아의 인권
- 말레이시아의 정당